# Série 26 SNCB

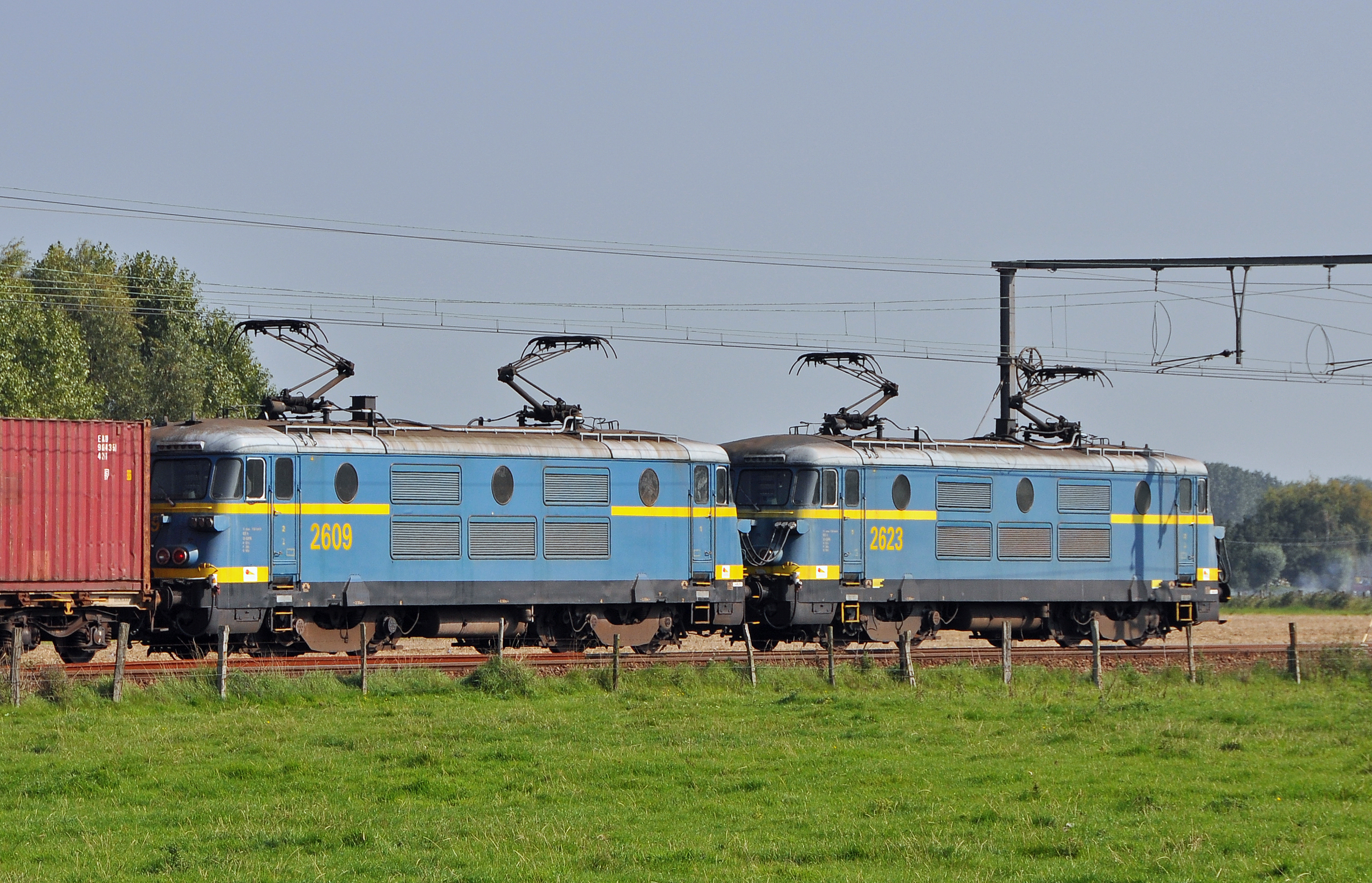
Les 2609 et 2623 en traction près de Zwankendamme.

Les locomotives de la série 26 de la SNCB sont des motrices électriques dérivées des séries 22, 23  et 25 produites au milieu des années 1960.
Elles étaient équipées d'améliorations techniques heureuses (antipatinage) ou non (freins à disques coincés dans le bogie, nécessitant une dépose de ces derniers pour être entretenus).

## Histoire
Une série de 5 prototypes fut livrée en 1964, alors encore dans le type 126, suivie par 30 exemplaires de série. Les prototypes avaient un certain nombre de différences avec les exemplaires de série. Ces cinq machines seront remises au type par après (en conservant cependant quelques différences).
Les 14 premières locomotives de série furent livrées de juillet 1969 à février 1970, et elles furent suivies par 10 autres exemplaires en 1971, année où la renumérotation générale du matériel fut l'occasion de leur attribuer la série 26 au lieu de 126.
Plus puissantes que leurs aînées, elles furent d'abord assignées au dépôt de Ronet afin d'assurer notamment le trafic sur les lignes ardennaises notamment vers Arlon.
Utilisées surtout en trafic marchandise, elles seront équipées de câblots pour la circulation en unité multiple compatibles avec celui installé sur la série 23.

## Retrait du service
Leur chant du cygne fut l'utilisation opportune d'un câblage spécifique installé antérieurement sur une série de voitures à deux niveaux M6. De la sorte, on constitua trois rames de huit voitures encadrées par deux motrices de la série 26 afin d'augmenter la capacité des trains IR Louvain-la-Neuve - Bruxelles - Binche. Avec les deux machines en service, ces convois atteignaient des performances comparables aux automotrices AM75 (série 800) et aux automotrices doubles dites AM classiques titulaires de cette relation, et donc pouvaient en tenir l'horaire, malgré des arrêts plus longs dus à l'affluence.
Le 3 décembre 2011, à l'occasion de l'entrée en vigueur du nouvel horaire voyageur, l'ensemble des motrices sont retirées du service, l'arrivée des motrices de la série 18 ayant simultanément repris leurs services voyageurs ou permis de libérer des motrices pour reprendre leurs services marchandises. À noter que leurs aînées de la série 23, moins chères à entretenir et connues d'un plus grand nombre de conducteurs, leur survécurent quelques mois.

## Modélisme
La série 26 a été reproduite à l'échelle HO par les firmes Mathu, Mehano et Rocky-Rail. Les artisans Bonge, Hobby Verborgh et MTE ont réalisé des caisses en résines à adapter sur des châssis Lima.

## Engins préservés
La locomotive numérotée 2629 est préservée par l'association Patrimoine Ferroviaire et Tourisme et est exposée au Musée du Rail à Saint-Ghislain.